# Alan Canhiart

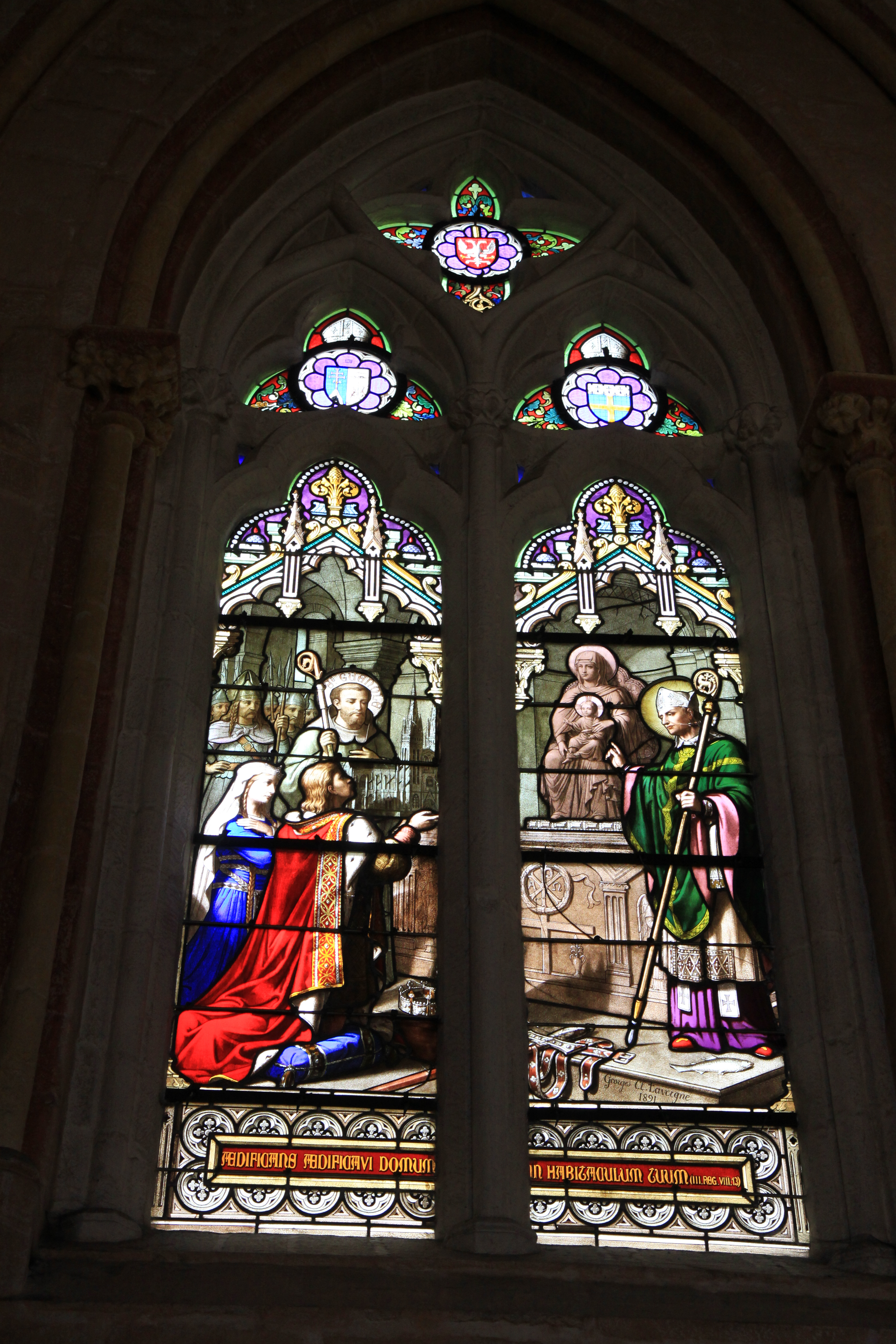
Vitrall de la Catedral de Quimperlé, on fou enterrat.

Alan Canhiart, fill de Benet de Cornualla i pare d'Hoel II, duc de Bretanya, fou comte de Cornualla de 1020 a 1058. El seu malnom « Canhiart » derivat de l'antic bretó Kann Yac'h (Combatent ple de vigor, sa) es tradueix als documents en llatí per « Bellator fortis » (guerrer fort) i està lligat evidentment al seu ardor al combat.

## Origen i família
Segons Pierre Le Baud, Alain Canhiart era descendent de « Rivallon Mur Marzou » i pertany per tant a la línia masculina dels reis de Bretanya. Segurament va sorgir de la família de vescomtes i després comtes que a la meitat del segle x van imposar el seu poder hereditari a Cornualla. Era fill de Benet o Benedic mort entre 1008 i 1029, comte i bisbe de Cornualla, car fou elegit per la seu episcopal de Quimper després del 990 en circumstàncies desconegudes, i va exercir les funcions de comte i bisbe.
Sa mare Guigoëdon o Guiguoedon era la fille d'Orscand el Gran bisbe de Vannes membre de la família del rei Alan I de Bretanya del qual Alan Canhiart portava el nom, que no pertanyia pas a l'onomàstica habitual de Cornualla.

## Comte de Cornualla
Alan va pujar al govern del comtat vers 1020 per renúncia del seu pare Benet que va abdicar després de 1022 del seu bisbat en favor del seu segon fill Orscand (homònim del bisbe de Vannes, però personatge diferent). Les relacions entre els dos germans i les seves respectives esposes seran sovint tenses però Alan va conservar la preeminència sobre el seu germà bisbe.
Un conflicte el va oposar a Alan III de Bretanya que recriminava al comte haver sostingut a rebels, i el duc va confiscar territoris del comte entre els quals l'illa de Guadel (Belle-Île-en-Mer). Alan Canhiart però va entrar altre cop en el favor ducal després d'haver facilitat el matrimoni del duc quan va segrestar pel seu compte a Berta de Blois la filla del comte Eudes II de Blois, i va recuperar les terres que se li havien confiscat que venien de la dot de la seva mare Guinoedon.
Alan Canhiart es va casar vers 1026 amb Judit filla de Judicael de Nantes i hereva d'aquest comtat. Les noces es van fer segons el costum i entre altres donacions de matrimoni li va cedir cinc llogarets a Quistillic i la meitat de l'església de Cluthgual, amb el delma, la sepultura i tots els drets
El creixement de la seva potència derivat d'aquesta unió sembla haver alertat al duc Alan III de Bretanya. Un exèrcit ducal va entrar a Cornualla però fou rebutjat el 1031 prop de Locronan mercès a la intervenció de sant Ronan. Després d'una segona reconciliació amb Alan III, Alain Canhiart va haver de fer front a la indisciplina dels seus propis vassalls els Leonards (leonesos) amb el vescomte Guihomar de Léon al front; el vescomte s'havia revoltat junt amb alguns "tirans" de la seva regió i amb Morvan vescomte del Faou. El comte es va imposar ràpidament als revoltats.
Després de recuperar-se d'una greu malaltia, Alain Canhiart va fundar vers 1029 l'abadia de Sainte-Croix de Quimperlé amb el suport del seu germà el bisbe Orscand de Coprnualla, i en va confiar la direcció a Gurloës. Va atribuir a la nova fundació l'illa de Guadel.
El 1050 després de la mort de Maties I de Nantes, Alain Canhiart va fer valer els drets de la seva esposa i va agafar el control del comtat de Nantes pel compte del seu fill i hereu Hoel.
Va morir el 1058 i fou enterrat a Quimperlé.

## Enllaç i descendència
Vers 1026 es va casar amb Judit de Nantes, hereva del comtat de Nantes, que li va arribar a la mort del seu nebot el comte Maties I de Nantes.
El matrimoni va tenir almenys sis fills dels quals quatre nois:
1. Hoel, comte de Nantes, de Cornualla i de Rennes, duc de Bretanya
2. Guerech (o Quiriac) (1030 - 1079), bisbe electe de Nantes el 1059, consagrat el 7 de gener de 1061;
3. Budic, mort el 1091;
4. Hodierna, abbadessa de Locmaria de Quimper;
5. Benet, abat de l'abadia de Sainte-Croix de Quimperlé el 1066, bisbe electe de Nantes el 1079, consagrat el 1081, retirat el 1114 i mort el 1115;
6. Agnes, esposa d'Eudes de Penthièvre.